# 張孝祥
張 孝祥（ちょう こうしょう、1132年 - 1169年）は、中国南宋の政治家・詩人・書家。字は安国、号は于湖居士。

## 生涯
紹興2年（1132年）、明州鄞県桃源郷（現在の浙江省寧波市海曙区横街鎮）で生まれる。紹興24年（1154年）、廷試第一。荊南湖北路安撫使、中書舎人、直学士院兼都督府参賛軍事を歴任した。
乾道5年（1169年）、虞允文と蕪湖の舟の中で飲食して、暑気あたりで卒した。

## 作品
- 『于湖集』40巻
- 『于湖詞』1巻

### 代表作
『念奴嬌・過洞庭』：「洞庭青草、近中秋、更無一點風色。玉鑑瓊田三萬頃、著我扁舟一葉。素月分輝、明河共影、表裏倶澄澈。悠然心會、妙處難與君説。應念嶺表經年、孤光自照、肝膽皆冰雪。短鬢蕭疏襟袖冷、穏泛滄溟空闊。盡挹西江、細斟北斗、萬象為賓客。叩舷獨嘯、不知今夕何夕。」